# Dominik Tatarka

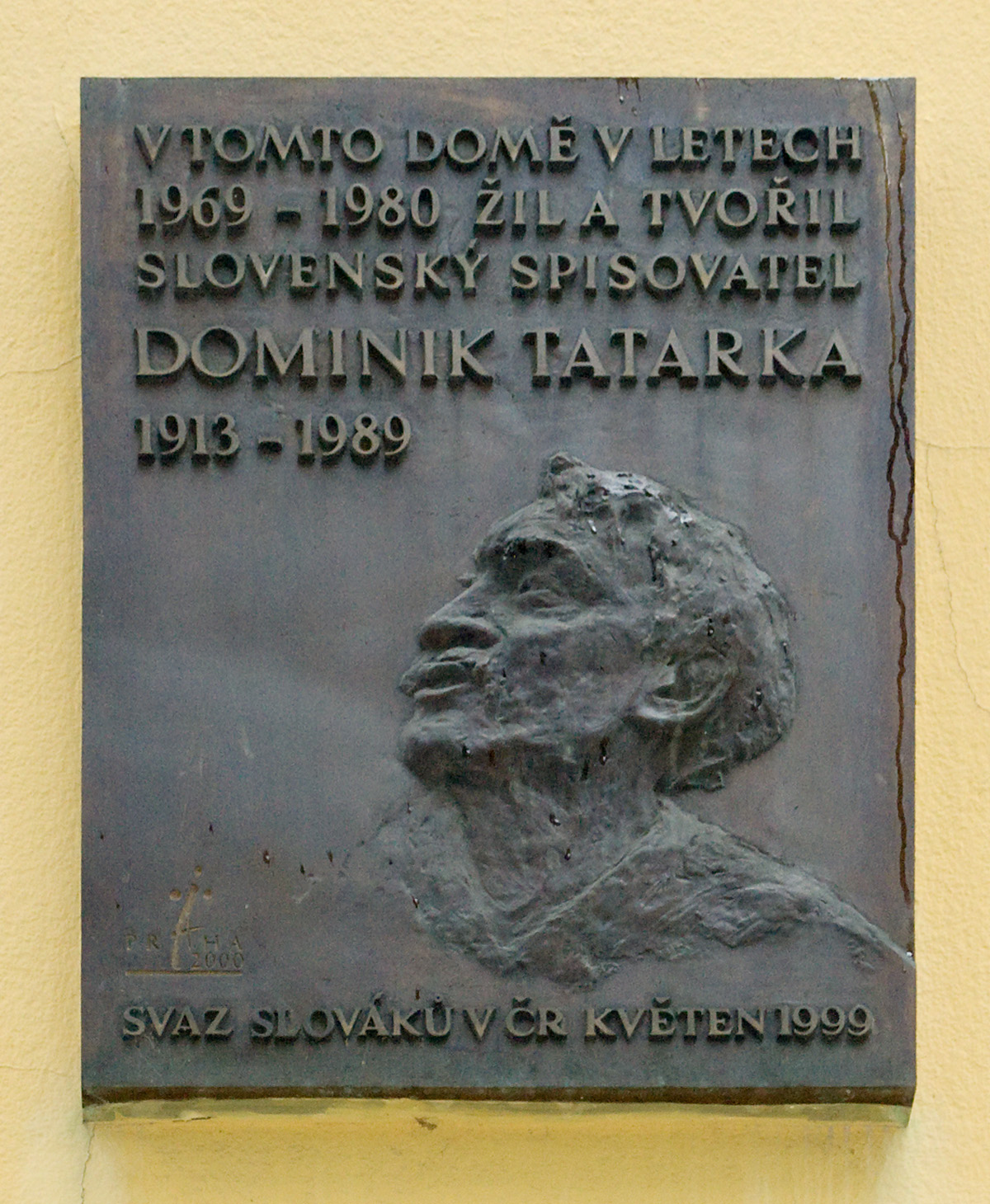

Dominik Tatarka (Magyar Királyság, Pelyvássomfalu, 1913. március 14. – Csehszlovákia, Pozsony, 1989. május 10.) szlovák író, műfordító.

## Élete
Földműves család utolsó előtti gyermekeként született mint egyedüli fiú. Gimnáziumi tanulmányait Nyitrán és Trencsénben végezte, majd Prágában tanult a filozófiai fakultáson, ahol szlovák és francia nyelvszakon végzett. Tanult a párizsi Sorbonne-on is. A második világháború alatt középiskolai tanárként működött, belépett a Csehszlovák Kommunista Pártba, majd aktívan részt vett a szlovák nemzeti felkelésben. A háború után állami hivatalnokként dolgozott, majd több napilap szerkesztője volt (Pravda, Tatran). A csehszlovák film számára is dolgozott.
1948 után a kommunista társadalom építésének szentelte magát, de 1968-69-ben épp a demokratikus változások elkezdése mellett kardoskodott. Csehszlovákia szovjet megszállását ellenezte és a totalitárius rendszer kritikusa lett. 1969-ben az "érdemes művész" címet kapta, de 1971-ben, mikor kilépett a Csehszlovák Kommunista Pártból, kizárták a szlovák íróközösségből. A rendszer üldözöttje lett, könyveit eltávolították a könyvtárakból. Kapcsolatot ápolt az emigrációban élőkkel, írásait szamizdatként jelentette meg. Azon kevés szlovákok közt volt, akik aláírták a Charta 77-et.

## Művei
Irodalmi munkásságát a II. világháború előtt kezdte. Első prózái az Utak és a Záchvevy duse, melyek a Svojet című középiskolai újságban jelentek meg. Első kiadott műve az Úskosti hladania. 
Francia fordításai közt főleg Musset és Maupassant művei vannak. Forgatókönyveket is írt.
Halála után, 1990-ben adományozták neki a Szlovák Köztársaság Nemzeti Díját és a Masaryk érdemrendet is megkapta. 1996-ban a köztársasági elnök a Stúr érdemrenddel tüntette ki.

## Magyarul
- A plébános köztársasága. Regény; ford. Vladimir Kováč-Farský; Magyar Könyvtár, Bratislava, 1951
- A bólogatás démona; ford. Koncsol László; Madách, Bratislava, 1970
- A bólogatás démona. Fantasztikus értekezés a sztálini korszak végéről; ford. Koncsol László; Madách, Bratislava, 1991
- Agónia; összeáll, előszó Milan Hamada, utószó Juhász Erzsébet, ford. Kováts Piroska, Brogyányi Judit; Kalligram, Pozsony, 1997 (Visegrád Könyvek)
- Bűz (novella) – Huszadik századi szlovák novellák[1] (Noran Libro, Budapest, 2016) ISBN 9786155513725